# 泉州湾
泉州湾为福建省泉州市的一个海湾，北起惠安县，南至石狮市，为晋江的入海口，与北面的湄洲湾，南面的围头湾并称为“泉州三湾”，是泉州市之前经济发展较慢的区域。随着泉州行政中心往东海区域迁移，泉州已将开发泉州湾作为工作重点，在此区域陆续建设的泉州湾跨海大桥及泉州绕城高速公路已经通车。

## 主要海港
- 泉州港